# مشهد من حلم ليلة منتصف الصيف (لوحة)
مشهد من حلم ليلة منتصف الصيف (بالإنجليزية: Scene from A Midsummer Night's Dream) هي لوحة زيتية تعود لعام 1851 بريشة الفنان البريطاني السير إدوين لاندسير. اشتهر لاندسير بشكل أساسي بلوحاته للحيوانات هذه هي اللوحة الوحيدة التي رسمها لمشهد خيالي، تصور اللوحة مشهدًا من الفصل الرابع من مسرحية ويليام شكسبير حلم ليلة منتصف الصيف. اللوحة الآن ضمن مجموعة معرض فيكتوريا الوطني في ملبورن، أستراليا منذ عام 1932.

## خلفية
اللوحة تجسيد لمشهد من مسرحية شكسبير (حلم ليلة منتصف الصيف) تعتبر من أشهر مسرحيات شكسبير الكوميدية والتي اتسمت في الخيال كانت بدايتها عن قانون ظالم وجائر يقول ان الاب يستطيع امر الملك باعدام ابنته، ومن أكثر الاجزاء روعة هو المشهد الذي بنيت حوله اللوحة (الفصل 4، المشهد 1) الجزء الذي يفكر فيه ملك الجنيات أوبيرون بجعل زوجته تيتانا تحب فلاح فقير ثم يحول رأس الفلاح إلى رأس حمار عقاباً لها لرفضها أنجاب طفل منه.

## الوصف
تُصور اللوحة الملكة تيتانيا، ملكة الجنيات، بعد أن حصلت على جرعة الحب، وهي تحتضن الشيء المؤقت لحبها، وهو الفلاح الذي منح بطريقة سحرية رأس حمار. تحضر الجنيات والحيوانات المسحورة الزوجين داخل تعريشة في الغابة، حيث تشير ملابس الملكة الشاش ونعالها التركية إلى مشهد من الحريم. ينظر الفلاح بأستغراب وتسائل، إلى العفريت الذي صمم الاقتران الغريب بأمر من زوج الملكة الغاضب، أوبيرون، ببهجة من الخلف. كانت واحدة من عدة لوحات لمشاهد من أعمال شكسبير بتكليف من المهندس ورجل الأعمال الإنكليزي إسامبارد كينجدم برونيل في عام 1847 لتزيين غرفة الطعام في منزله في لندن. تم دفع 450 جنيهًا إسترلينيًا إلى لاندسير. ترك برونيل اختيار الموضوع للفنانين، وربما اختار لاندسير هذا المشهد حتى يتمكن من تضمين العديد من الحيوانات.

### ملكية
عُرضت اللوحة لأول مرة في المعرض الصيفي للأكاديمية الملكية عام 1851 ، وحققت على الفور نجاحًا شعبيًا. وقد أشادت به الملكة فيكتوريا في مذكراتها، وكذلك لويس كارول الذي أعجب بالأرنب الأبيض. قد يكون العمل هو الذي أثر بالكاتب لتكوين شخصية الأرنب الأبيض في كتابه مغامرات أليس في بلاد العجائب. بعد وفاة برونيل في عام 1859 ، بيعت اللوحة في مزاد في أبريل 1860 ثم في عام 1931 ، بيعت اللوحة إلى معرض فيكتوريا الوطني، ملبورن (بتمويل من ألفرد فيلتون) حيث بقيت هناك حتى اليوم. 

## الرسام

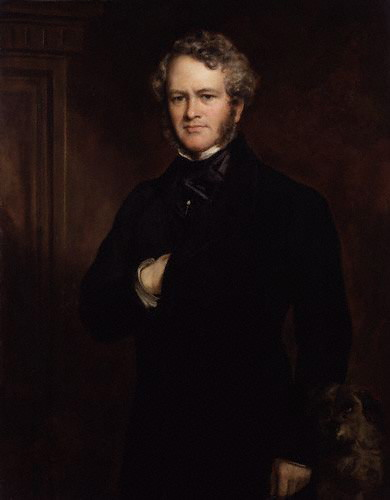
السير إدوين هنري لاندسير

السير إدوين هنري لاندسير سنة (1802-1873) رسامًا ونحاتًا إنجليزيًا،  معروفًا بلوحاته للحيوانات - خاصة الخيول والكلاب والأيول. ومع ذلك، فإن أشهر أعماله هي منحوتات الأسد في قاعدة عمود نيلسون في ميدان ترافالغار. ولد لاندسير في لندن، وهو ابن النحات جون لاندسير  وجين بوتس. لقد كان شيئًا من المعجزة التي تم التعرف على مواهبها الفنية في وقت مبكر. درس على يد العديد من الفنانين، بما في ذلك والده، ورسام التاريخ بنيامين روبرت هايدون، الذي شجع لاندسير الشاب على إجراء التشريح من أجل فهم كامل للعضلات والهيكل العظمي للحيوان. ارتبطت حياة لاندسير بالأكاديمية الملكية. في سن الثالثة عشرة فقط، في عام 1815 ، عرض أعمالًا هناك. انتخب عضوا منتسبا في الرابعة والعشرين من عمره، ثم بعد ذلك بخمس سنوات عام 1831 أصبح أكاديمي. كان لاندسير شخصية بارزة في الفن البريطاني في القرن التاسع عشر، ويمكن العثور على أعماله في متحف تيت بريطانيا ومتحف فيكتوريا ومجموعة والاس في لندن. كما تعاون مع زميله الرسام فريدريك ريتشارد لي. كانت شعبية لاندسير في بريطانيا الفيكتورية كبيرة، وكانت شهرته كرسام للحيوانات منقطعة النظير. نتج الكثير من شهرته - ودخله - من خلال نشر نقوش لأعماله، وكثير منها من قبل شقيقه توماس.